# Candy Bauer
Arndt „Candy“ Bauer (* 31. Juli 1986 in Zschopau, DDR) ist ein deutscher Bobsportler, der als Anschieber im Viererbob aktiv ist. Bauer ist mehrfacher Weltmeister und 2018 und 2022 Olympiasieger im Viererbob.

## Leichtathletik
Bauer begann seine sportliche Laufbahn als Kugelstoßer beim LV 90 Thum, für den er auch nach der Umbenennung zum LV 90 Erzgebirge aktiv war. Bei den Jugend-Weltmeisterschaften 2003 belegte Bauer den fünften Platz, bei den Jugend-Europameisterschaften 2005 erreichte er den zehnten Platz. Seine Bestleistung mit der Erwachsenen-Kugel stellte er 2011 mit 19,88 m und in der Halle 2012 mit 20,10 m auf. Bei deutschen Meisterschaften belegte er 2010 den vierten Platz, in der Halle war er 2012 Zweiter hinter David Storl. Bauer trat auch bei den Hallenweltmeisterschaften 2012 an, erreichte als 15. der Qualifikation aber nicht das Finale.

## Bobsport
2013 wechselte Bauer zum Bobsport, mittlerweile lebt er in Niederlauterstein. Beim BSC Sachsen Oberbärenburg gehört er zum Team um den Bobpiloten Francesco Friedrich. Seine erste internationale Medaille gewann er bei der Bob-Europameisterschaft 2015, als Francesco Friedrich mit den Anschiebern Candy Bauer, Martin Grothkopp und Thorsten Margis den dritten Platz hinter den Viererbobs aus Lettland und Russland erreichte. Bei der Bob-Weltmeisterschaft 2016 gewannen Francesco Friedrich, Candy Bauer, Gregor Bermbach und Thorsten Margis die Silbermedaille hinter dem lettischen Bob. Bei der Bob-Weltmeisterschaft 2017 auf der Kunsteisbahn Königssee belegten zwei deutsche Bobs zeitgleich den ersten Platz. Das Team von Johannes Lochner konnte dabei im vierten Lauf den bis dahin führenden Bob mit Francesco Friedrich, Candy Bauer, Martin Grothkopp und Thorsten Margis noch einholen. 2018 gewann Bauer mit dem Vierer Silber bei der Europameisterschaft. Bei den Olympischen Spielen in Pyeongchang siegten Friedrich, Bauer, Grothkopp und Margis mit über einer halben Sekunde Vorsprung vor den gleichauf liegenden Bobs des Koreaners Won Yun-jong und des deutschen Nico Walther.
Bei den Bob-Weltmeisterschaften 2019, 2020 und 2021 wurde er mit dem Viererbob von Francesco Friedrich Weltmeister. 
Zusammen mit Francesco Friedrich, Thorsten Margis und Alexander Schüller nahm er bei den Olympischen Winterspielen 2022 in Peking teil und verteidigte den Olympiasieg von 2018 im Viererbob. 

## Auszeichnungen
- 2018 und 2022: Silbernes Lorbeerblatt[3]